# 圣艾蒂安德巴伊戈里
圣艾蒂安-德巴伊戈里（法語：Saint-Étienne-de-Baïgorry，法語發音：[sɛ̃.t‿etjɛn də ba.iɡɔʁi]）是法国大西洋比利牛斯省的一个市镇，位于该省西南部，属于巴约讷区和巴斯克地区城市公共社区。

## 地理
圣艾蒂安-德巴伊戈里（43°10'30"N, 1°20'47"W）面积69.44 平方千米，位于法国新阿基坦大区大西洋比利牛斯省，该省份为法国东南部省份，涵盖了贝阿恩与北巴斯克，西临大西洋比斯開灣，北至朗德省，东北接热尔省，东临上比利牛斯省，南与西班牙接壤。
与圣艾蒂安-德巴伊戈里接壤的市镇（或旧市镇、城区）包括：阿诺克斯、邦卡、比达赖、伊鲁莱吉、圣马丹达罗萨、巴斯坦。
圣艾蒂安-德巴伊戈里的时区为UTC+01:00、UTC+02:00（夏令时）。

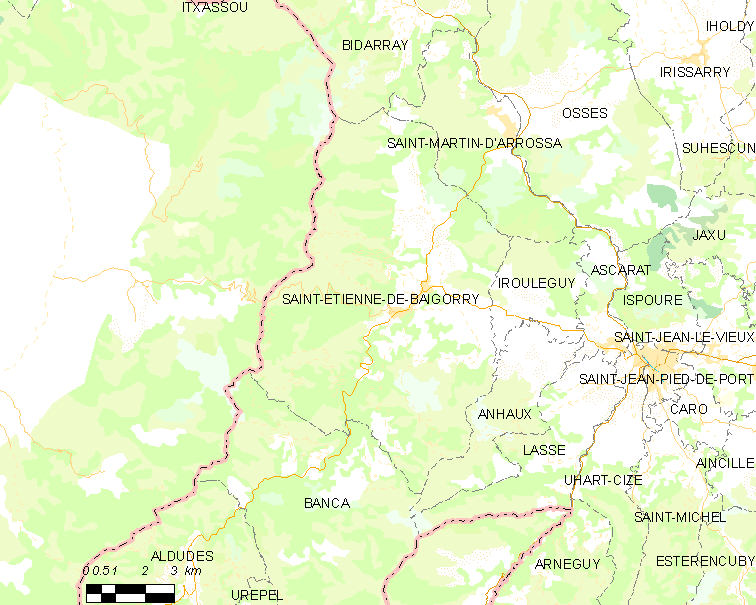
圣艾蒂安-德巴伊戈里的OSM定位图

## 行政
圣艾蒂安-德巴伊戈里的邮政编码为64430，INSEE市镇编码为64477。

## 政治
圣艾蒂安-德巴伊戈里所属的省级选区为巴斯克山地县。

## 人口

1962-2008年间圣艾蒂安-德巴伊戈里人口变化图示

圣艾蒂安-德巴伊戈里于2022年1月1日时的人口数量为1540人。